# Elephantomyia (Elephantomyia) fumipes
Elephantomyia (Elephantomyia) fumipes is een tweevleugelige uit de familie steltmuggen (Limoniidae). De soort komt voor in het Neotropisch gebied.